# 弗莱厄蒂岛
弗莱厄蒂岛（Flaherty Island）是加拿大哈德逊湾贝尔彻群岛中的一个岛屿，隶属努纳武特地区。该岛形状特殊。该岛最高点海拔34米。岛上人口为812人，主要为因纽特人。一个名为Sanikiluaq的因纽特人的村落位于该岛北岸，是努纳武特地区最南的社区。该岛岛名是为了纪念视觉人类学家羅伯·佛萊厄提。